# François Marie Peyrenc de Moras
François Marie Peyrenc de Moras był wysokim funkcjonariuszem i politykiem francuskim urodzonym w roku 1718 i zmarłym w 1771.
Rodzina Peyrenc wywodziła się z Cévennes, François Marie Peyrenc de Moras był synem Abrahama Peyrenc de Moras (1686–1732), syna rzemieślnika wyrabiającego peruki  i wzbogaconego na nowym systemie ekonomicznym jaki zaprowadził we Francji lat 1719-1721 John Law. Jak jego ojciec de Moras nosił tytuły pana d’Ambert, d’Arlanc,  de Boutonnargues, Riols i Saint-Amand Roche Savine.
François Marie Peyrenc de Moras miał dzięki rodzinie wiele koneksji ze światem finansów. Był intendentem w Riom od 1750 do 1752, i w Valenciennes (region Hainaut)   od 1752 do 1754.
24 IV 1756 objął stanowisko generalnego kontrolera finansów na którym zastąpił swego teścia Jeana Moreau de Séchelles.
Gdy wojna siedmioletnia spowodowała niełaskę ministra floty Jeana-Baptiste’a de Machault d’Arnouville de Moras zajął jego miejsce (1 II1757). Kontrolerem finansów było 25 sierpnia 1757, gdy zastąpił go Jean de Boullongne. Ministrem stanu pozostał de Moras do  8 lutego 1757, a floty do 31 maja 1758.
Po tym czasie wycofał się do swego zamku  w Grosbois, zakupionego  31 lipca 1762 od spadkobierców Germaina Louisa Chauvelina.